# Intocable IV
Intocable IV es el cuarto álbum de estudio de Intocable, de 1997.

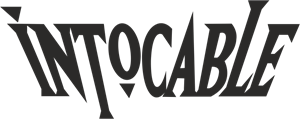
El logotipo actual de Intocable fue presentado junto a este disco

Así mismo este disco significó, la aparición de su logotipo actual.

## Lista de canciones
| Íntocable IV |                             |          |  |
| N.º          | Título                      | Duración |  |
| 1.           | «Eres Mi Droga»             | 3:24     |  |
| 2.           | «Te Voy A Conquistar»       | 2:31     |  |
| 3.           | «Por Qué Tenías Que Ser Tú» | 2:55     |  |
| 4.           | «Si Se Acabó El Amor»       | 3:52     |  |
| 5.           | «Invitada De Honor»         | 2:32     |  |
| 6.           | «Recordando Tu Traición»    | 2:52     |  |
| 7.           | «Dónde Estás»               | 4:04     |  |
| 8.           | «El Amor»                   | 3:46     |  |
| 9.           | «Adiós Mi Amor»             | 3:13     |  |
| 10.          | «Vivir Sin Ellas»           | 3:03     |  |
| 11.          | «Que Pena»                  | 2:50     |  |
| 12.          | «Penares Y Pesares»         | 3:01     |  |
| 13.          | «Platicando Con La Soledad» | 2:42     |  |
| 41:26        |                             |          |  |

## Sencillos
| Año  | Canción                     | Álbum        |
| ---- | --------------------------- | ------------ |
| 1997 | Eres mi droga               | Intocable IV |
| 1997 | ¿Por qué tenías que ser tú? | Intocable IV |
| 1997 | Si se acabó el amor         | Intocable IV |
| 1997 | Dónde estás                 | Intocable IV |
| 1997 | Vivir sin ellas             | Intocable IV |
| 1997 | ¿Por qué tenías que ser tú? | Intocable IV |